# واندر
واندر (بالإنجليزية: Wander)‏ هو فيلم إثارة أمريكي من إخراج أبريل مولين وبطولة آرون إيكهارت،كاثرين وينيك،هيذر غراهام،تو لي جونز،رايموند كروز وبريندان فير.تم البدأ في تصوير الفيلم في يوليو 2019 في ولاية نيو مكسيكو.